# Edifici Martí Cortina
L'edifici Martí Cortina es construí l'any 1943 a la cantonada entre l'avinguda de l'Oest i el carrer d'En Sanç, a la ciutat de València. Està situat en un xamfrà que forma un angle agut, el creuament d'aquests dos carrers és resultat de l'obertura de l'avinguda de l'Oest, que va projectar i executar el mateix autor del projecte de l'edifici, Javier Goerlich.
L'adreça oficial és av. de l'Oest 35, cantonada als carrers d'En Sanç 9 acc. i del Músic Peydró 50 acc.

## Descripció
La tipologia de l'edifici és residencial, té tres grans habitatges per planta respecte a una caixa d'escales situada a la part més interior del solar i de manera centrada. Les peces principals estan disposades a la part que recau a l'avinguda i al carrer d'En Sanç, desenvolupant la resta del programa cap al pati de l'illa.
Aquest exemple d'arquitectura racionalista valenciana dels quaranta es relaciona amb l'expressionisme europeu. La intel·ligent organització de la planta, seguint un esquema de subdivisió paral·lela que recau al carrer, i obrint aquesta partició en ventall en la part més interior del xamfrà, això dota a la mateixa d'una gran rendibilitat i articulació. És un dels últims edificis racionalistes construïts a València després de la guerra.
La seua façana té una composició regular de tipus racionalista, que combina detalls Art déco, i consisteix en un gran pla que configura el cos central de l'edifici sobre la línia de la façana, on es disposen els buits de finestres regularment. L'edifici es corona amb una planta reculada sobre la qual sobresurt un cos en forma de torre escalonada.
Dels elements característics del moviment Déco, Goerlich n'utilitza alguns com els ranurats als brancals de les finestres o els alerons volats de poca aresta. Aquesta tendència també es manifesta en les particions de les fenestracions i a la proporció del buits, on la verticalitat sempre domina.